# Tur Abdin

Mapa de la región llamada Tur Abdin mostrando algunas localidades y monasterios cristianos. (clicar sobre la imagen para ampliarla)

Antigua iglesia en Midyat.

Tur Abdin (siriaco: ܛܘܪ ܥܒܕܝܢ) es una región montañosa actualmente en el sudeste de Turquía formada por la mitad oriental de la provincia de Mardin y la provincia de Şırnak, al oeste del Tigris, en la frontera con Siria. El nombre "Tur Abdin" es siriaco y significa "Montañas de los servidores (de Dios)". Tur Abdin es de gran importancia para la Iglesia Ortodoxa Siríaca ya que es el corazón de su vida monástica y cultural. El pueblo Arameos de Tur Abdin se denomina a sí mismo como Suryoye, nombre que comparten con sus hermanos, tradicionalmente han hablado el dialecto arameo conocido actualmente como Turoyo en su lengua. La ciudad de Midyat y los pueblos de Hah, Bequsyone, Dayro da-Slibo, Salah (con el antiguo monasterio de Mor Yaqub), Aynwardo (con el monasterio de Mor Huschabo), Anhel, Kafro, Arkah (Kharabale, con el monasterio de Dayro Mor Malke), Beth Sbirino, Middo (Miden), Kerburan, Binkelbe (con el monasterio de Mor Samun Zayte) y Azech son las principales poblaciones siriacas. En la localidad de Hah se encuentra la antigua Idto de Yoldath-Aloho (Iglesia de la Madre de Dios).

## Historia
Inscripciones del siglo XIII a. C. referirse a la región como Bit-Yahiri, Bit-Zamani y Nasibina; Estados arameos con las ciudades de Omid y Nisibin como capitales. En el Antiguo Testamento la región se conoce como Monte Masius en referencia al hijo de Aram que se estableció en la región.

### Iglesias y monasterios
En la región considerada el centro espiritual de los cristianos arameos, hay más de cientos de iglesias y monasterios. En 1160, el Patriarcado Sirio Ortodoxo fue trasladado de Antioquía al Monasterio Mor Hananyo en el este de la ciudad de Mardin hasta 1933, el Patriarcado de la Iglesia estuvo ubicado en la ciudad hasta que fue trasladado a Homs en Siria, debido a la situación política desfavorable. en Turquía. En 1959, el Patriarcado fue trasladado a Damasco, donde permanece hoy.
En la región de Tur Abdin, a pocos kilómetros al sur de Midyat, también se encuentra el famoso monasterio de Mor Gabriel. Construido en el año 397 d. C., el Monasterio Mor Gabriel es el monasterio sirio-ortodoxo en funcionamiento más antiguo del mundo. Es la residencia del obispo de Tur Abdin, siete monjas, cuatro monjes y un gran número de invitados, asistentes y estudiantes. El monasterio tiene la misión de mantener viva la llama de la fe siro-ortodoxa en Tur Abdin, para la que es a la vez fortaleza e iglesia.

### Idioma de Tur Abdin
El idioma de los arameos de Tur Abdin es el arameo turoyo. En Tur Abdin se habla arameo desde hace unos 3.000 años. El idioma litúrgico de Tur Abdin es el siríaco-arameo, el dialecto de Edesa.